# Qorlortup Itinnera
Qorlortup Itinnera è un villaggio della Groenlandia di 6 abitanti (gennaio 2005). Si trova a 61°11'N 45°35'O; appartiene al comune di Kujalleq.